# Alida (nom)
Alida, Elida, Alidia o Alide és un nom femení d'origen grec. Aquest nom prové de l'Èlide, regió del Peloponès. El 26 d'abril se celebra Santa Alida, santa que donà nom a una urca espanyola del segle xvii.